# Anton Kolendić
Anton Kolendić  (Omiš, 18. rujna 1914. — Marina di Ragusa, 29. travnja 1999.), hrv. književni povjesničar, publicist i diplomat. Spominje se i kao potpukovnik Uprave državne bezbjednosti. Sin hrvatskog povjesničara književnosti Petra Kolendića, člana srbokatoličkog pokreta.

## Životopis
Rođen u Omišu. Gimnaziju završio u Skoplju. 1933. stupio u KPJ i više puta uhićivan. Od 1935. zatočen u Srijemskoj Mitrovici pa u Bileć presudom Suda za zaštitu države. U Skoplju završio studij jugoslavistike 1940. godine. U Skoplju je bio član Mjesnoga komiteta KPJ. Partizanima se pridružio 1941. godine. Poslije rata radio je godinu dana u beogradskoj Borbi, pa tri godine u Ministarstvu vanjskih poslova i diplomaciji, od 1949. u Direkciji za informacije vlade FNRJ i od 1952. na Radio-Jugoslaviji. Od 1954. opet je u Ministarstvu vanjskih poslova i diplomaciji sve do 1960. godine. Od 1960. zaposlio se na Institutu za međunarodnu politiku i privredu. 1961. godine doktorirao u Beogradu tezom "Jeđupka i njen autor" na Filološkom fakultetu. 1967. prestao je raditi na Institutu i opet je u diplomaciji, kao šef Vojne misije SFRJ u Berlinu od 1967. do 1971, kad je umirovljen zbog ozljeda dobivenih u atentatu 1969. godine. Navodno je taj atentat izvršila hrvatska politička emigracija. O pozadini i okolnostima atentata te odgovornima za nj pisao je u osebujnoj dokumentarnoj prozi i Vjesniku.
Kao književni povjesničar razotkrio mistifikaciju T. Budislavića te autorstvo naslovnoga djela mjesto A. Čubranoviću pripisao M. Pelegrinoviću, a u svezi s tim tiskao je i svoje teze, odgovor na kritiku i rekonstruirani tekst Jeđupke. Pisao je o R. Zamanji, Mariji Bettera-Dimitrović, M. Benetoviću, Budislaviću, I. Parožiću, V. Valoviću i općenito o drami u južnoj Hrvatskoj 17. st. te K. Racinu. Publicistički opus čine mu politički pogledi o o suvremenim svjetskim zbivanjima te zatvorskim i drugim osobnim doživljajima. Prikazao kritički okolnosti Staljinova uspona i smrti te Berijinu smjenu. Autor turističkogvodiča za Dubrovnik i okolicu. S Dragišom Živkovićem preveo Teoriju odraza (Teorija odraza. Osnova pitanja dijalektičko-materijalističke teorije saznanja) Todora Pavlova. U opusu su mu komedije, koje je napisao dijelom na temelju starijih predložaka: Buzdovan, Sluškinje, Hvarkinja i Lukrecija iliti Ždero. Za Lukreciju iliti Ždero dobio je Sterijinu nagradu 1994. godine. Napisao dramu Sud inkvizicije u Šibeniku 1615. Djela su uprizorena pored ostalih i u Beogradu, Zagrebu, Dubrovniku i Rijeci. Služio se pseudonimima Bilećanac, K. Tončić i T. Cvetić.
Članke objavio u Republici, Mogućnostima, NIN-u, Ilustrovanoj politici, Danasu, Narodnoj armiji,  Novoj Makedoniji, Vjesniku, Zborniku istorije književnosti SANU, Politici i dr. Knjige su mu prevedene na francuski, slovenski, njemački, nizozemski i srpski.

## Knjige
- Mali prljavi rat: borba naroda južnog Vijetnama, 1963.
- Neangažovanost, koegzistencija i socijalizam u međunarodnim odnosima, 1964.
- Neokolonijalizam, 1965.
- Neonacizam danas, 1965.
- Iza jednog atentata, 1977.
- Posljednji dani kulta ličnosti. Od Staljinove do Berijine smrti, 1980.
- Lukrecija iliti Ždero, 2000.

## Vanjske poveznice
- Kolendić, Anton 1914-  WorldCat
- Google[neaktivna poveznica] Ubij bližnjeg svog

Napisao/la: Marko Lopušina